# اوبلاست خودمختار
اُبلاست خودمختار، در واقع همان ایالت خودمختار در کشورهای اروپای خاوری است.
- ابلاست‌های خودمختار شوروی
- ابلاست‌های خودمختار روسیه

اوبلاست در زبان‌های فارسی تاجیکی، ترکمنی و ازبکی، ولایت و در ارمنی مرز ترجمه شده‌است.